# Roelf Gerbrands

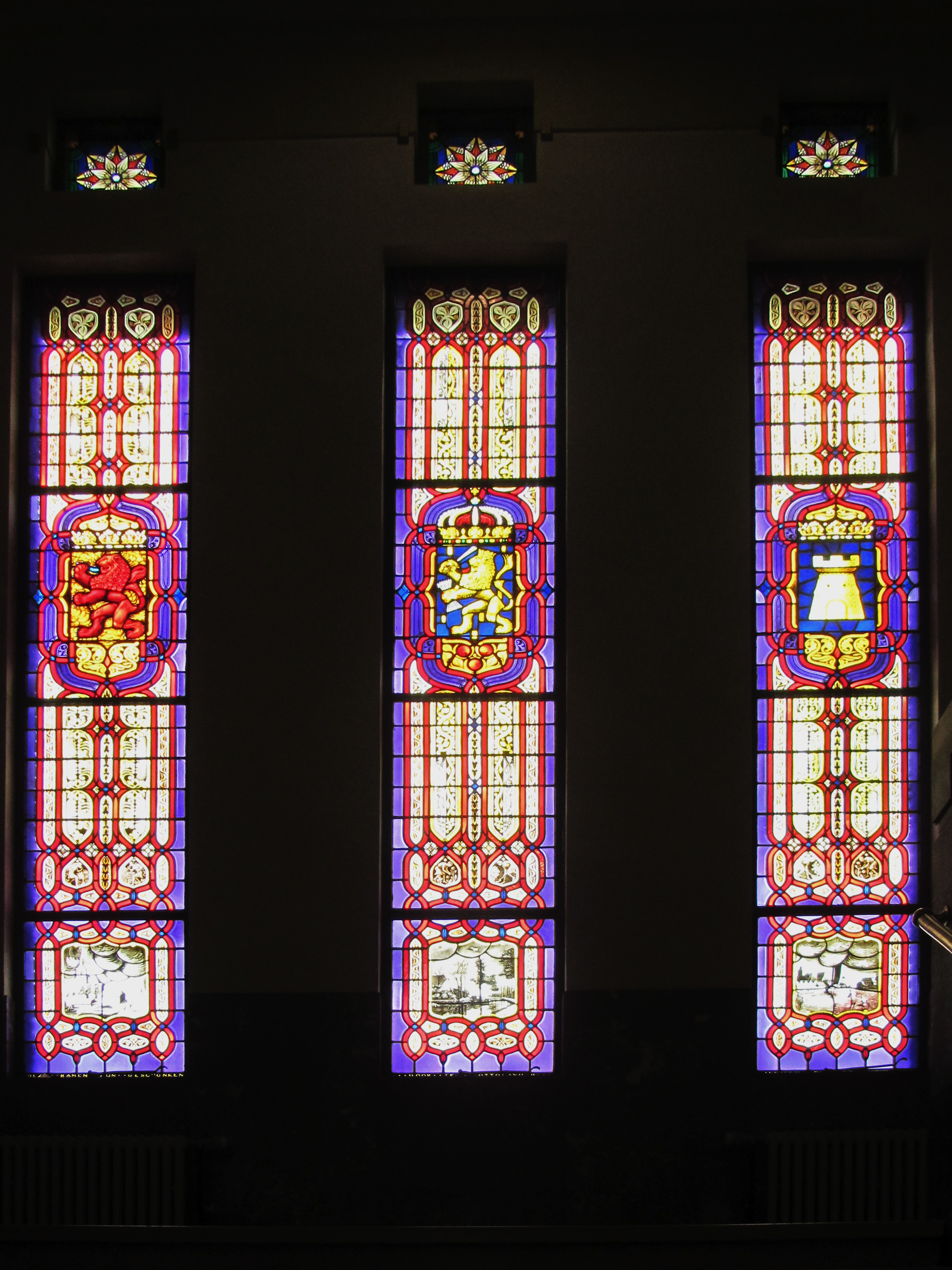
Raadhuis Boskoop

Roelf Gerbrands (Groningen, 11 november 1891 - Haarlem, 3 april 1954) was een Nederlands beeldend kunstenaar.

## Leven en werk
Gebrands werd in 1891 in Groningen geboren als zoon van de kleermaker Klaas Gerbrands en Frouwke Folkers. Hij werd opgeleid aan de Rijksnormaalschool voor Teekenonderwijzers in Amsterdam. Voor hij zich in Haarlem vestigde als beeldend kunstenaar was hij in Amsterdam werkzaam als sier- en nijverheidskunstenaar. Hij was van 1903 tot 1908 werkzaam bij de decoratieschilder Jan Maandag. Hij volgde de avondlessen aan de Amsterdamse rijksacademie. Als glazenier maakte hij onder leiding van Derkinderen de glas-in-loodramen voor het gebouw van de Nederlandsche Handel-Maatschappij. Hij was als decoratiekunstenaar betrokken bij de bouw en inrichting van het Scheepvaarthuis. Ook voor de Remonstrantse kerk van Haarlem en het Raadhuis in Boskoop vervaardigde hij de glas-in-loodramen. Vanaf 1921 was hij als kunstschilder werkzaam in Haarlem, waar hij lid werd van het genootschap Kunst Zij Ons Doel. Ook was hij lid van de Amsterdamse verenigingen De Onafhankelijken en Sint Lucas en van de Nederlandsche Vereeniging voor Ambachts- en Nijverheidskunst (VANK). Hij ontwierp onder andere voor de uitgeverij Brusse in Rotterdam de omslagen van de reeks van 24 boekjes over toegepaste kunsten in Nederland.
Werk van Gerbrands bevindt zich in het Frans Halsmuseum en Teylers Museum in Haarlem en in het Rijksmuseum Amsterdam.
Gerbrands trouwde op 7 augustus 1919 in Haarlem met Henriëtte Antoinette Koot. Hij overleed in april 1954 op 62-jarige leeftijd in zijn woonplaats Haarlem.
- Biografisch Portaal: 70174193
- RKD-Nederlands Instituut voor Kunstgeschiedenis: 31043
- Union List of Artist Names: 500103537
- Virtual International Authority File: 96450903